# سیارک ۵۴۳۶
سیارک ۵۴۳۶ (به انگلیسی: 5436 Eumelos، نامگذاری:1990DK) پنج هزار و چهارصد و سی و ششمین سیارک کشف شده‌است که در ۲۰ فوریه ۱۹۹۰ کشف شد.
قدر مطلق سیارک برابر ۱۰٫۳۰ است.